# سیارک ۶۱۳۵
سیارک ۶۱۳۵ (به انگلیسی: 6135 Billowen، نامگذاری:1990RD9) شش هزار و صد و سی و پنجمین سیارک کشف شده‌است که در ۱۴ سپتامبر ۱۹۹۰ کشف شد.
قدر مطلق سیارک برابر ۱۲٫۷۰ است.